# Linea Kōnan
La linea Kōnan (弘南線?, Kōnan-sen) è una delle due linee ferroviarie della società Ferrovie Kōnan, e unisce la stazione di Hirosaki della città omonima con la stazione di Kuroishi della città omonima, entrambe nella prefettura di Aomori.

## Storia
La società Ferrovie Kōnan venne fondata il 27 marzo 1926, e il 7 settembre dell'anno successivo iniziarono le operazioni fra Hirosaki e la stazione di Tsugaru-Onoe. Entro il 1º luglio 1948 vennero completati i lavori di elettrificazione della ferrovia, inizialmente a 600 volt. Nel 1950 venne aperta un'estensione fino a Kōnan-Kuroishi, l'attuale stazione di Kuroishi, il voltaggio venne innalzato a 750 volt nel 1954, e portato agli attuali 1500 volt nel 1961.

## Servizi
La linea, elettrificata e interamente a binario singolo, offre collegamenti da Hirosaki a Kuroishi mediamente ogni 30 minuti, con una frequenza inferiore attorno all'ora di pranzo. A causa del gran numero di scuole presenti lungo il percorso, la maggior parte degli utilizzatori della linea sono studenti, e pertanto il traffico durante le vacanze scolastiche è particolarmente basso.

## Stazioni
| Stazione              | Giapponese   | Distanza | Distanza | Collegamenti                   | Posizione               |
| Stazione              | Giapponese   | Interst. | Totale   | Collegamenti                   | Posizione               |
| --------------------- | ------------ | -------- | -------- | ------------------------------ | ----------------------- |
| Hirosaki              | 弘前         | -        | 0.0      | Linea principale Ōu Linea Gonō | Hirosaki                |
| Hirosaki-Higashikōmae | 弘前東高前   | 0.9      | 0.9      |                                | Hirosaki                |
| Undōkōenmae           | 運動公園前   | 1.2      | 2.1      |                                | Hirosaki                |
| Nisato                | 新里         | 1.5      | 3.6      |                                | Hirosaki                |
| Tachita               | 館田         | 1.6      | 5.2      |                                | Hirakawa                |
| Hiraka                | 平賀         | 2.3      | 7.5      |                                | Hirakawa                |
| Hakunōkōkōmae         | 柏農高校前   | 2.0      | 9.5      |                                | Hirakawa                |
| Tsugaru-Onoe          | 津軽尾上     | 1.6      | 11.1     |                                | Hirakawa                |
| Onoekōkōmae           | 尾上高校前   | 1.4      | 12.5     |                                | Hirakawa                |
| Tamboāto*             | 田んぼアート |          |          |                                | Inakadate Minamitsugaru |
| Inakadate             | 田舎館       |          | 13.8     |                                | Inakadate Minamitsugaru |
| Sakaimatsu            | 境松         | 1.5      | 15.3     |                                | Kuroishi                |
| Kuroishi              | 黒石         | 1.5      | 16.8     |                                | Kuroishi                |

- La stazione di Tamboāto è aperta solo da aprile a settembre,[2] per consentire ai turisti di partecipare alle iniziative culturali legate all'arte tanbo (coltivazione artistica del riso).

## Materiale rotabile
I mezzi della linea consistono in ex elettrotreni serie 6000 e 7000 della Tokyu. Per liberare i binari dalle pesanti nevicate invernali la società dispone anche di una locomotiva spazzaneve.